# Bittacus omega
Bittacus omega is een schorpioenvlieg uit de familie van de hangvliegen (Bittacidae). De wetenschappelijke naam van de soort is voor het eerst geldig gepubliceerd door Morgante in 1967.
De soort komt voor in Brazilië.